# Corona (Band)
Corona ist eine italienische Eurodance-Gruppe, die in den 1990er-Jahren mit Liedern wie The Rhythm of the Night und Baby Baby erfolgreich war und mehr als 1,5 Millionen Platten verkaufen konnte.

## Bandgeschichte

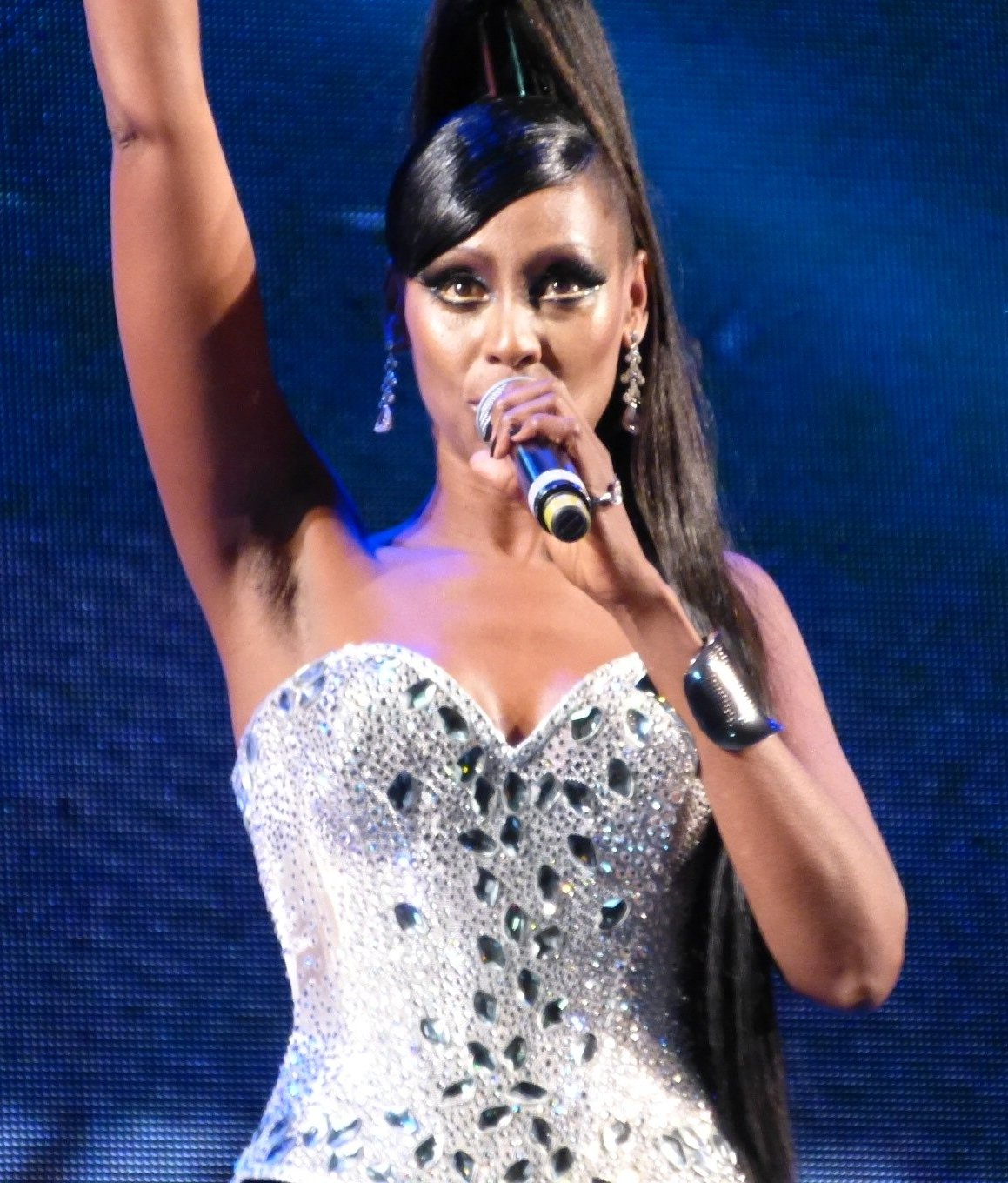
Olga de Souza im Jahr 2013

Wie in den 1990er Jahren nicht unüblich, wurde als Gesicht und Aushängeschild des Projekts ein Model engagiert, das allerdings nicht die Lieder sang. Im Fall von Corona handelte es sich um die Brasilianerin Olga de Souza (* 16. Juli 1968 in Rio de Janeiro). Produziert und entworfen wurde Corona von dem italienischen Musikproduzenten Francesco Bontempi (besser bekannt als Lee Marrow). Im Dezember 1993 gelang ihnen mit The Rhythm of the Night ein Hit, der acht Wochen lang als die Nummer 1 in den italienischen Charts stand. Im Sommer 1994 war The Rhythm of the Night dann auch im restlichen Europa hoch in den Charts vertreten.
Der Gesang zu The Rhythm of the Night stammt von Jenny B. Danach fungierte hauptsächlich die Britin Sandra „Sandy“ Chambers als Stimmes des Projektes. Neben Corona sang Chambers auch für zahlreiche andere italienische Dancefloor-Projekte (u. a. J.K., Benassi Bros.). Obwohl The Rhythm of the Night das bekannteste Lied von Corona darstellt, war die Gruppe kein One-Hit-Wonder: Auch Baby Baby, dann im Juli 1995 Try Me Out und schließlich I Don’t Wanna Be a Star konnten sich in vielen Charts platzieren. Weitere Singles der Jahre 1997 und 2000 konnten nicht an die ersten Erfolge anknüpfen.
Nach Bontempi führen seit 2000 die Produzenten Francesco Conte und Paolo Dughero mit eher mäßigem Erfolg und einer anderen musikalischen Stilrichtung den Corona-Act fort. Angeblich singt Olga de Souza hierbei selbst.
Im Jahr 2012 veröffentlichte das deutsche Dance-Project Cascada eine eigene Version von The Rhythm of the Night und erreichte damit ebenfalls die Charts. Die Band Bastille legte 2013 ein Medley von Coronas The Rhythm of the Night und Rhythm Is a Dancer von Snap! neu auf.

## Diskografie

### Studioalben
| Jahr | Titel                   | Höchstplatzierung, Gesamtwochen, AuszeichnungChartplatzierungen (Jahr, Titel, Platzierungen, Wochen, Auszeichnungen, Anmerkungen) | Höchstplatzierung, Gesamtwochen, AuszeichnungChartplatzierungen (Jahr, Titel, Platzierungen, Wochen, Auszeichnungen, Anmerkungen) | Höchstplatzierung, Gesamtwochen, AuszeichnungChartplatzierungen (Jahr, Titel, Platzierungen, Wochen, Auszeichnungen, Anmerkungen) | Anmerkungen                              |
| Jahr | Titel                   | CH | UK | US | Anmerkungen                              |
| ---- | ----------------------- | --- | --- | --- | ---------------------------------------- |
| 1995 | The Rhythm of the Night | CH35 (6 Wo.)CH | UK18 (8 Wo.)UK | US154 (7 Wo.)US | Erstveröffentlichung: 4. April 1995      |
| 1998 | Walking on Music        | — | — | — | Erstveröffentlichung: 1998               |
| 2000 | Old Devil Moon          | — | — | — | Erstveröffentlichung: 2000               |
| 2010 | Y Generation            | — | — | — | Erstveröffentlichung: 24. September 2010 |

### Singles
| Jahr | Titel Album                                     | Höchstplatzierung, Gesamtwochen, AuszeichnungChartplatzierungen (Jahr, Titel, Album, Platzierungen, Wochen, Auszeichnungen, Anmerkungen) | Höchstplatzierung, Gesamtwochen, AuszeichnungChartplatzierungen (Jahr, Titel, Album, Platzierungen, Wochen, Auszeichnungen, Anmerkungen) | Höchstplatzierung, Gesamtwochen, AuszeichnungChartplatzierungen (Jahr, Titel, Album, Platzierungen, Wochen, Auszeichnungen, Anmerkungen) | Höchstplatzierung, Gesamtwochen, AuszeichnungChartplatzierungen (Jahr, Titel, Album, Platzierungen, Wochen, Auszeichnungen, Anmerkungen) | Höchstplatzierung, Gesamtwochen, AuszeichnungChartplatzierungen (Jahr, Titel, Album, Platzierungen, Wochen, Auszeichnungen, Anmerkungen) | Höchstplatzierung, Gesamtwochen, AuszeichnungChartplatzierungen (Jahr, Titel, Album, Platzierungen, Wochen, Auszeichnungen, Anmerkungen) | Anmerkungen                            |
| Jahr | Titel Album                                     | DE | AT | CH | UK | US | IT | Anmerkungen                            |
| ---- | ----------------------------------------------- | --- | --- | --- | --- | --- | --- | -------------------------------------- |
| 1993 | The Rhythm of the Night                         | DE8 Gold · (25 Wo.)DE | AT6 (13 Wo.)AT | CH4 (28 Wo.)CH | UK2 Platin · (19 Wo.)UK | US11 (27 Wo.)US | IT1 Platin (2024) · (33 Wo.)IT | Erstveröffentlichung: 5. November 1993 |
| 1995 | Baby Baby The Rhythm of the Night               | DE41 (10 Wo.)DE | AT13 (10 Wo.)AT | CH11 (20 Wo.)CH | UK5 Silber · (8 Wo.)UK | US57 (17 Wo.)US | IT1 (16 Wo.)IT | Erstveröffentlichung: 27. Februar 1995 |
| 1995 | Try Me Out The Rhythm of the Night              | DE40 (12 Wo.)DE | AT20 (10 Wo.)AT | CH23 (15 Wo.)CH | UK6 Silber · (10 Wo.)UK | — | IT2 (16 Wo.)IT | Erstveröffentlichung: 25. August 1995  |
| 1995 | I Don’t Wanna Be a Star The Rhythm of the Night | DE69 (10 Wo.)DE | AT25 (7 Wo.)AT | — | UK22 (6 Wo.)UK | — | IT1 (16 Wo.)IT | Erstveröffentlichung: 1995             |
| 1996 | Megamix –                                       | — | — | — | UK36 (2 Wo.)UK | — | IT20 (2 Wo.)IT | Erstveröffentlichung: 1996             |
| 2006 | Back in Time –                                  | — | — | — | — | — | IT36 (2 Wo.)IT | Erstveröffentlichung: 2006             |

Weitere Singles
- 1995: Don’t Go Breaking My Heart
- 1997: The Power of Love (bei M&D erreichte die Single Platz 20; 5 Wochen)
- 1998: Walking on Music
- 1999: Magic Touch
- 2000: Good Love
- 2000: Volcano
- 2006: I’ll Be Your Lady
- 2007: La playa del sol
- 2008: Baby I Don’t Care
- 2008: Rhythm of the Night (vs. Frisco)
- 2010: Angel
- 2010: Saturday
- 2011: My Song (La Lai)
- 2012: Hurry Up (feat. Mikey P)
- 2013: Queen of Town
- 2014: Stay with Me
- 2015: We Used to Love
- 2016: Super Model
- 2019: Rhythm of the Night (mit Sean Finn)

## Auszeichnungen für Musikverkäufe
| Silberne Schallplatte - Frankreich - 1994: für die Single The Rhythm of the Night Goldene Schallplatte - Australien - 1994: für die Single The Rhythm of the Night - 1995: für die Single Baby Baby - 1995: für das Album The Rhythm of the Night - Dänemark - 2023: für die Single The Rhythm of the Night - Neuseeland - 1994: für die Single The Rhythm of the Night - Spanien - 2024: für die Single The Rhythm of the Night |

Anmerkung: Auszeichnungen in Ländern aus den Charttabellen bzw. Chartboxen sind in ebendiesen zu finden.
| Land/RegionAuszeichnungen für Musikverkäufe (Land/Region, Auszeichnungen, Verkäufe, Quellen) | Silber     | Gold     | Platin     | Verkäufe  | Quellen             |
| -------------------------------------------------------------------------------------------- | ---------- | -------- | ---------- | --------- | ------------------- |
| Australien (ARIA)                                                                            | —          | 3× Gold3 | —          | 105.000   | aria.com.au AU2     |
| Dänemark (IFPI)                                                                              | —          | Gold1    | —          | 45.000    | ifpi.dk             |
| Deutschland (BVMI)                                                                           | —          | Gold1    | —          | 250.000   | musikindustrie.de   |
| Frankreich (SNEP)                                                                            | Silber1    | —        | —          | 125.000   | infodisc.fr         |
| Italien (FIMI)                                                                               | —          | —        | Platin1    | 100.000   | fimi.it             |
| Neuseeland (RMNZ)                                                                            | —          | Gold1    | —          | 5.000     | Einzelnachweise     |
| Spanien (Promusicae)                                                                         | —          | Gold1    | —          | 30.000    | elportaldemusica.es |
| Vereinigtes Königreich (BPI)                                                                 | 2× Silber2 | —        | Platin1    | 1.000.000 | bpi.co.uk           |
| Insgesamt                                                                                    | 3× Silber3 | 7× Gold7 | 2× Platin2 |           |                     |